# دوردست‌ترین‌ها

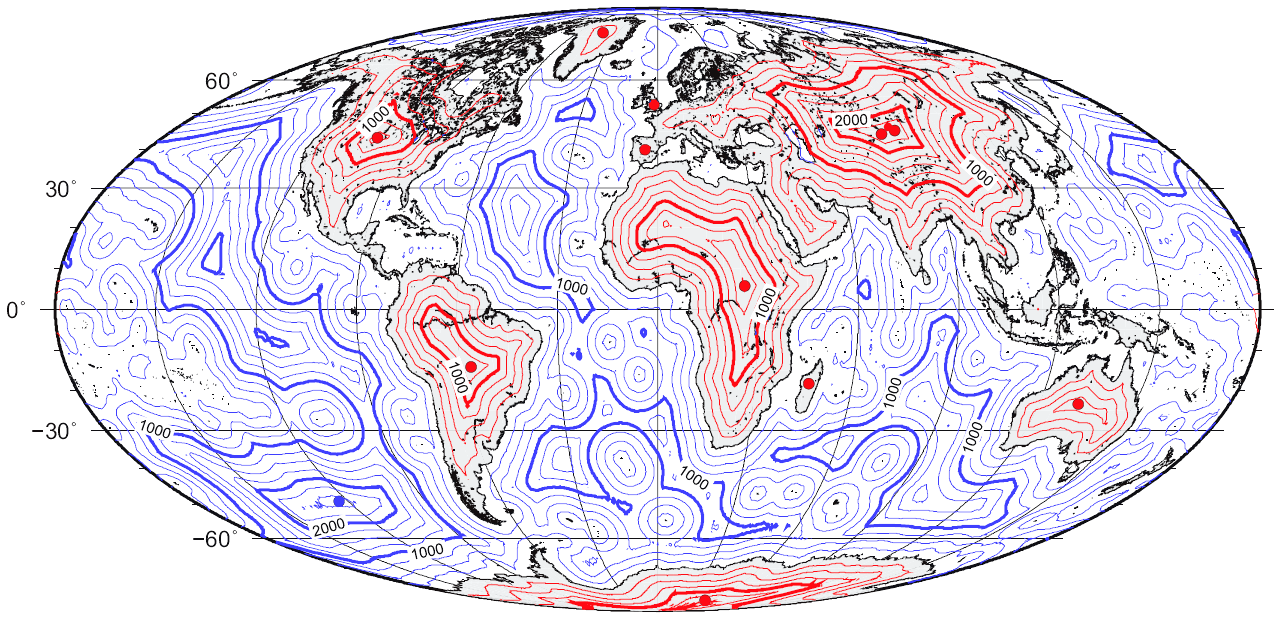
دوردست‌ترین نقاط از سواحل یا خشکی‌ها در جهان.

دوردست‌ترین‌ها (به انگلیسی: pole of inaccessibility) مکان‌هایی در کره زمین هستند که با تعاریفی می‌توان آن‌ها را از نظر جغرافیایی به عنوان مکان‌هایی دوردست‌تر از دیگر مکان‌ها به‌شمار آورد.
برای نمونه، دوردست‌ترین نقطه در اقیانوس‌های جهان نقطه‌ای است که از هر جهت که محاسبه شود، نسبت به دیگر نقاط دورترین فاصله‌ها از خشکی داشته‌باشد. این نقطه در اقیانوس آرام جنوبی قرار دارد که نزدیک‌ترین خشکی به آن ۲٬۶۸۸ کیلومتر فاصله دارد.
دوردست‌ترین نقطه در خشکی، محلی است واقع در بیابان قربان‌تونغوت در شمال غربی چین نزدیک به مرز قزاقستان که دورترین نقطه واقع در خشکی زمین نسبت به تمامی دریاها و اقیانوس‌ها است.
این محل در ۳۲۰ کیلومتری شهر اورومچی واقع شده و نزدیک‌ترین ساحل به آن ۲٬۶۴۵ کیلومتر از این نقطه فاصله دارد.
دوردست‌ترین مکان قاره‌ای در آمریکای شمالی نقطه‌ای است میان کایل و الن در جنوب غربی ایالت داکوتای جنوبی که ۱٬۶۵۰ از نزدیک‌ترین کرانه‌ها فاصله دارد.
در آمریکای جنوبی، دوردست‌ترین نقطه در برزیل و در نزدیکی آرناپولیس قرار گرفته‌است.
دوردست‌ترین نقطه آفریقا در ۱٬۸۱۴ کیلومتری نزدیک‌ترین ساحل و در نزدیکی محل تلاقی سه کشور آفریقای مرکزی، سودان جنوبی و جمهوری دموکراتیک کنگو واقع شده و به شهر اوبو نزدیک است.
در استرالیا دوردست‌ترین مکان در ۹۲۰ کیلومتری از سواحل و در نزدیکی شهر پاپونا در ناحیه شمالی قرار گرفته‌است.